# 布鲁诺·安德拉德
布鲁诺·费尔南德斯·安德拉德·德布里托（葡萄牙語：Bruno Fernandes Andrade de Brito，1989年3月2日—）是巴西的職業足球運動員，司職前锋，現效力於荷蘭足球甲級聯賽威廉二世。

## 榮譽

### 球會
威廉二世
- 荷蘭乙組足球聯賽 (1): 2013–14

## 外部連結
- Voetbal International profile（页面存档备份，存于） （荷兰文）
- worldfootball.net：布鲁诺·安德拉德之統計數據 （英文）
- Soccerway資料庫：布鲁诺·安德拉德